# Paul Heinrich Gnekow

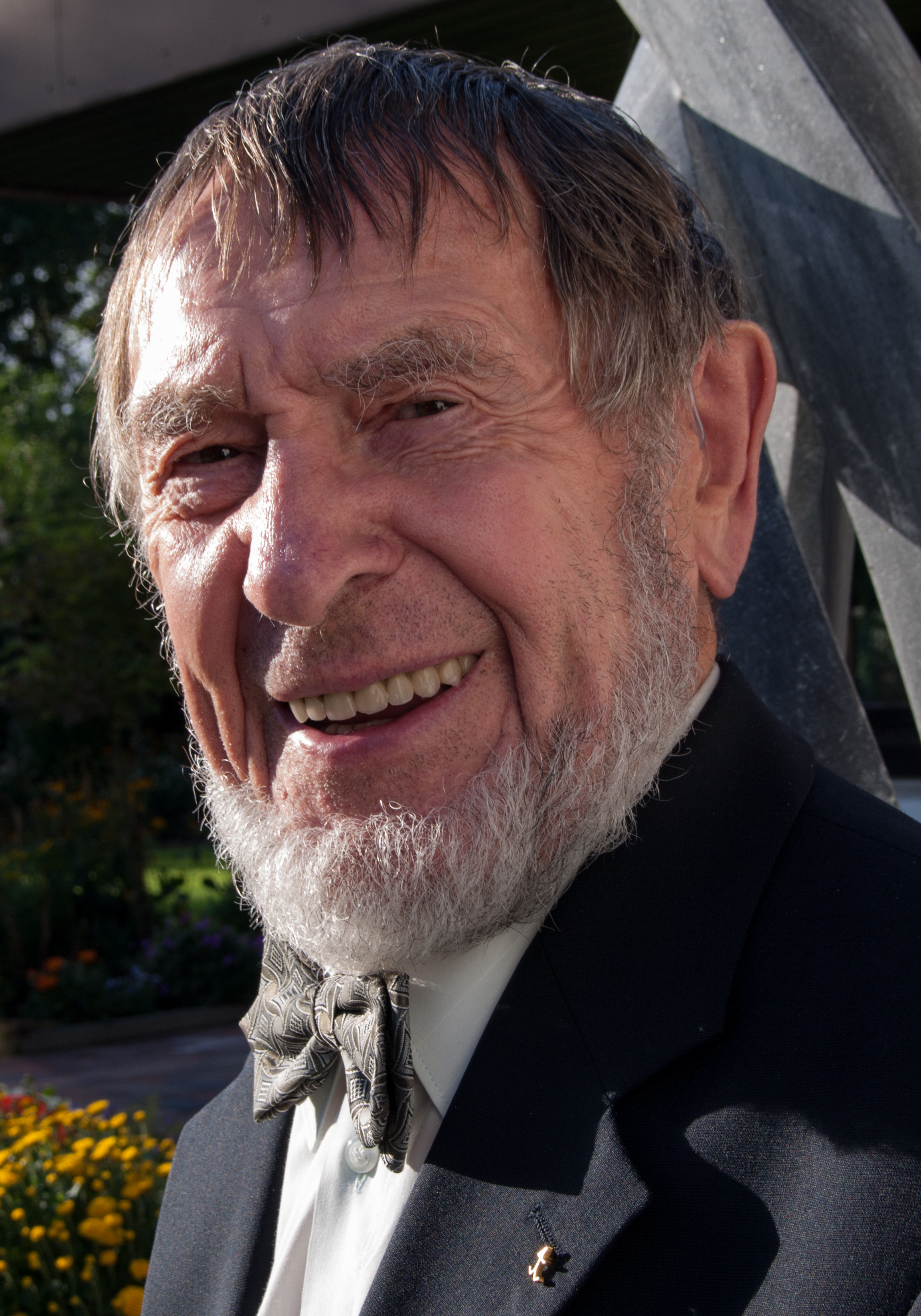
Paul Heinrich Gnekow (2012)

Paul Heinrich Gnekow (* 16. Oktober 1928 in Marne, Provinz Schleswig-Holstein, Freistaat Preußen; † 2015) war ein deutscher Steinbildhauer und Schriftsteller.

## Leben
Nach Schulbesuch und Militärdienst lernte Gnekow das Steinmetzhandwerk im väterlichen, bereits vom Großvater gegründeten  Betrieb. Dann studierte er in Wunsiedel bei Artur Sansoni und erwarb 1951 den Meisterbrief als Steinmetz und Steinbildhauer der Handwerkskammer Bayreuth.
Seit 1951 war er selbständig im Marner Betrieb sowie als freischaffender Bildhauer tätig. 1985 gab er den Betrieb in Marne auf und war seitdem ausschließlich freischaffend tätig, vornehmlich in Lübeck. Seit 1998 war er auch wieder in Marne tätig. Die Handwerkskammer Lübeck zeichnete ihn mit dem Goldenen Meisterbrief aus.
2006 erhielt Gnekow den Kulturpreis des Kreises Dithmarschen. Im selben Jahr trat er mit seinen Gedichten bei den Literaturtagen in Elmshorn auf, zuletzt gab er eine Sammlung unter dem Titel Gedichte zum Übergeben heraus.
Ausstellungen u. a. in Hamburg, Lübeck, Schleswig (Schloss Gottorf), München, Berlin, Kassel.

## Werke

### Skulpturen
- Deicharbeiterdenkmal Trutz blanker Hans in Meldorf
- Poseidon/Neptun, 1989, Puppenbrücke (Lübeck)
- Madonna mit Kind für den Giebelpfeiler des Lübecker Holstentors
- Restaurierung des Portals des Füchtingshofs in Lübeck
- Figuren für den Sims des Behnhauses in Lübeck
- Figurenplatten an der Kirche Barlt
- Der Schusterjunge, 1990, Barmstedt, Bronzeplastik auf Granitsockel[2]
- Badefreuden an der Nordsee, Westerdeichstrich
- Liebespaar, Saint Tropez
- Oma Stine, 1997, Sparkasse Marne
- Memento Mori, 2015, Friedhof Marne

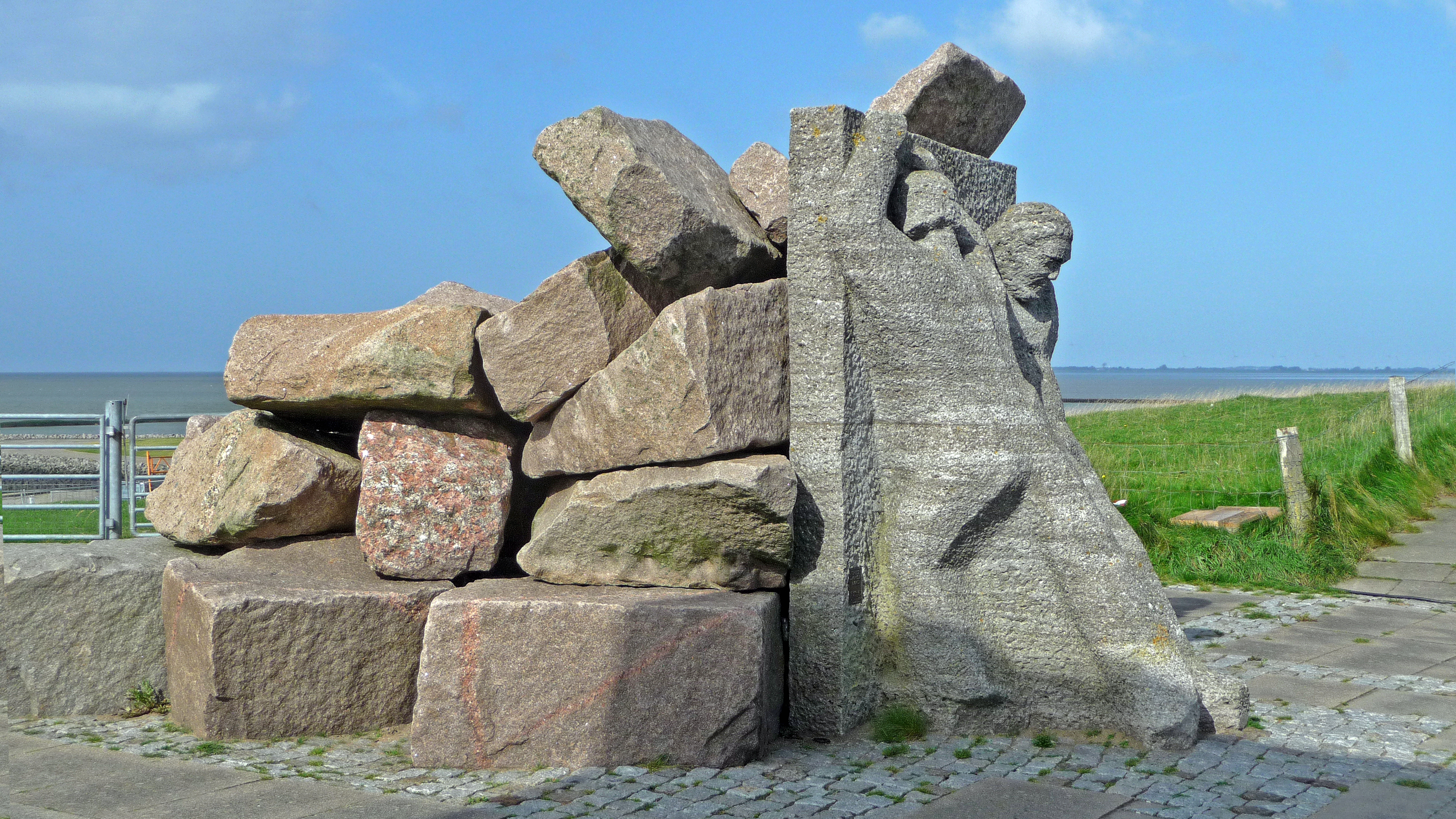
Trutz blanker Hans
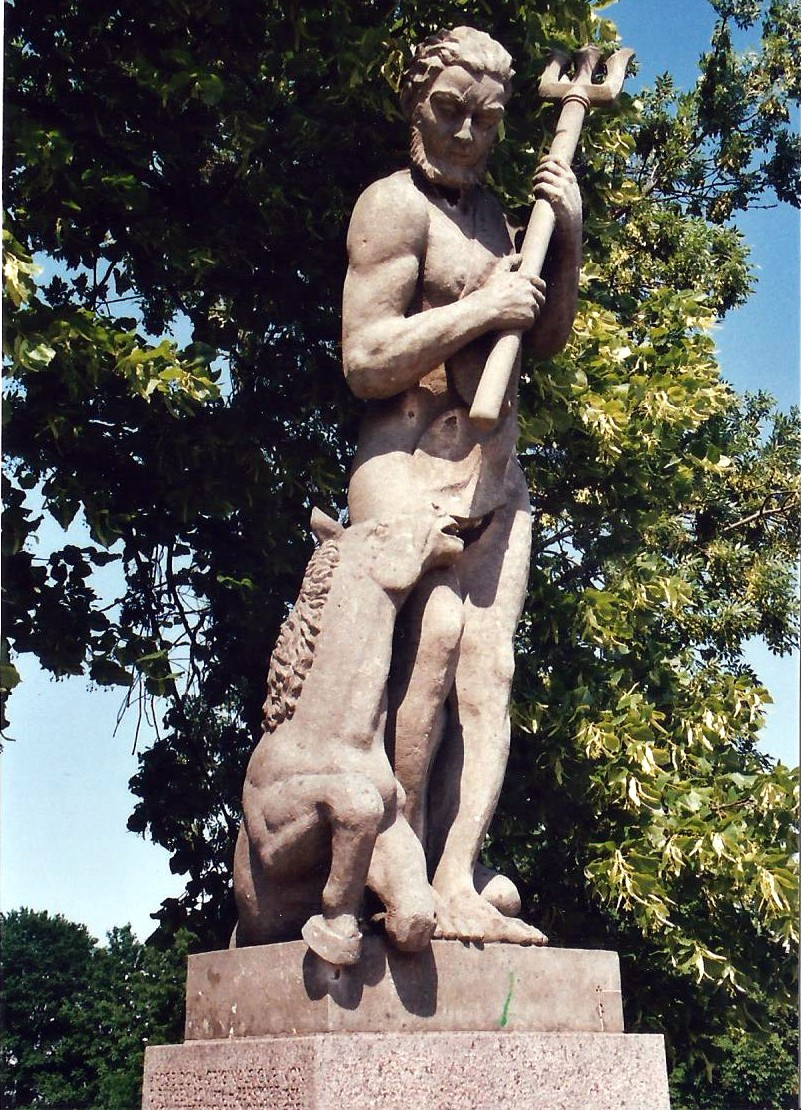
Poseidon, Puppenbrücke
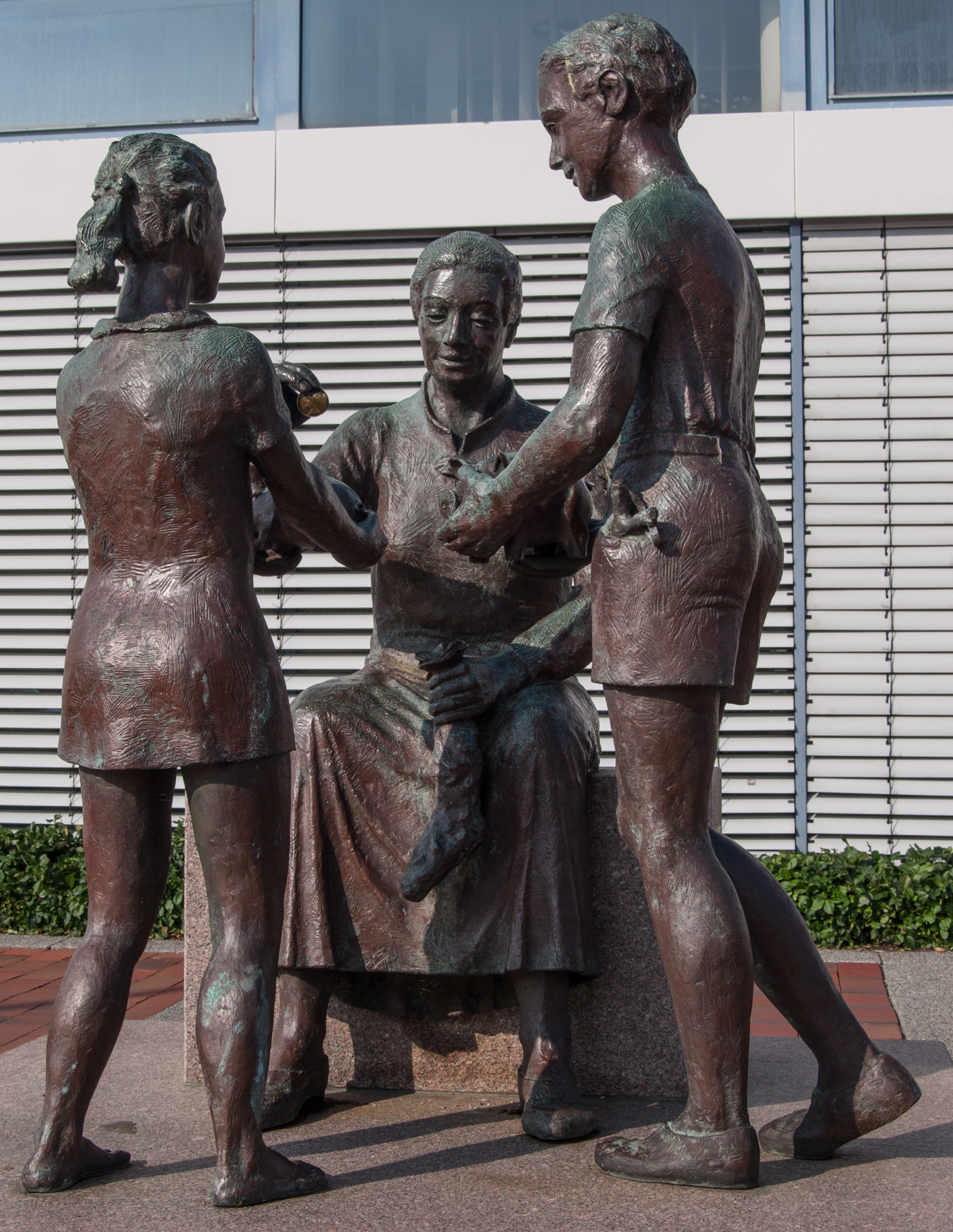
Oma Stine
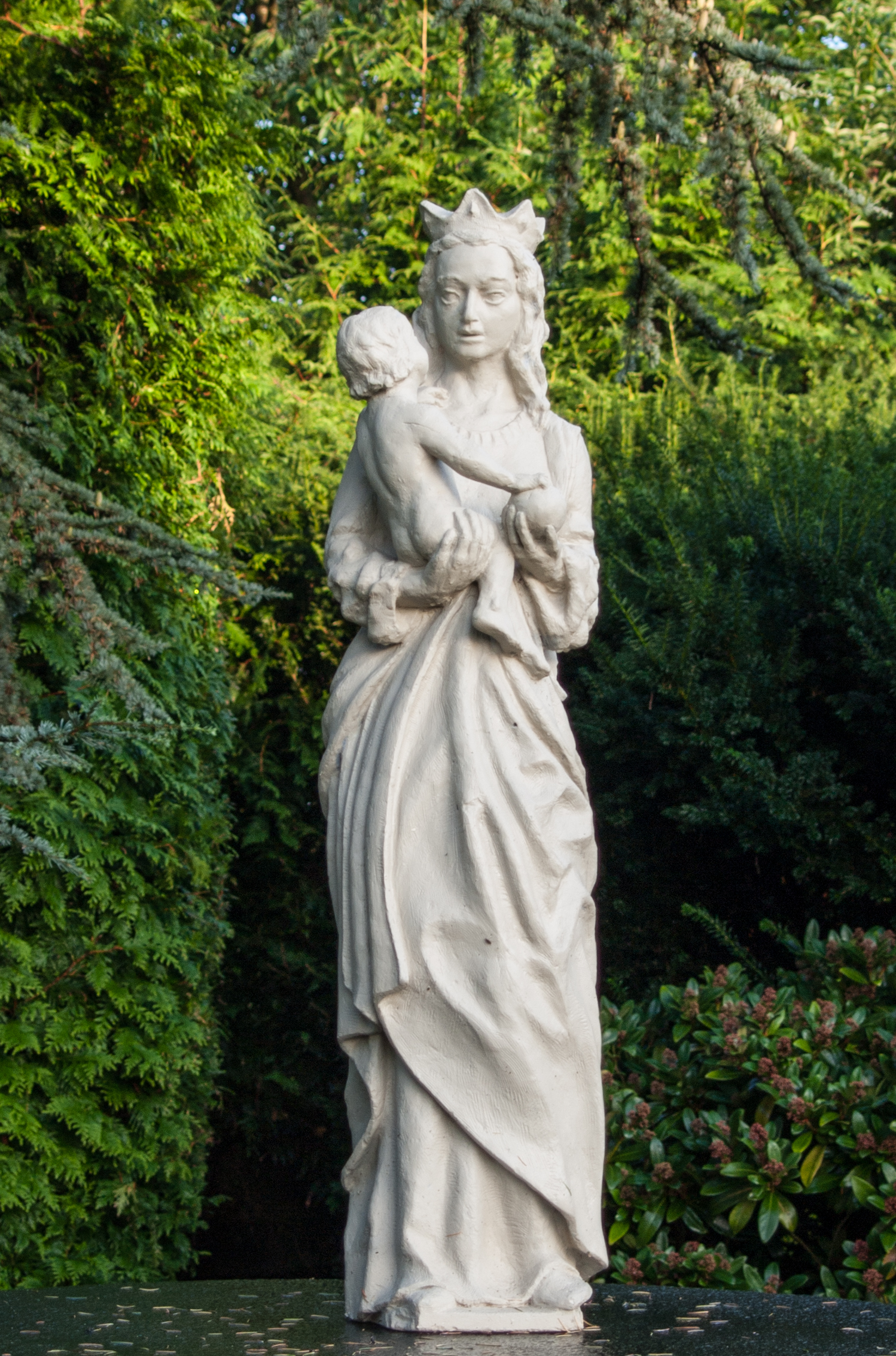
Madonna
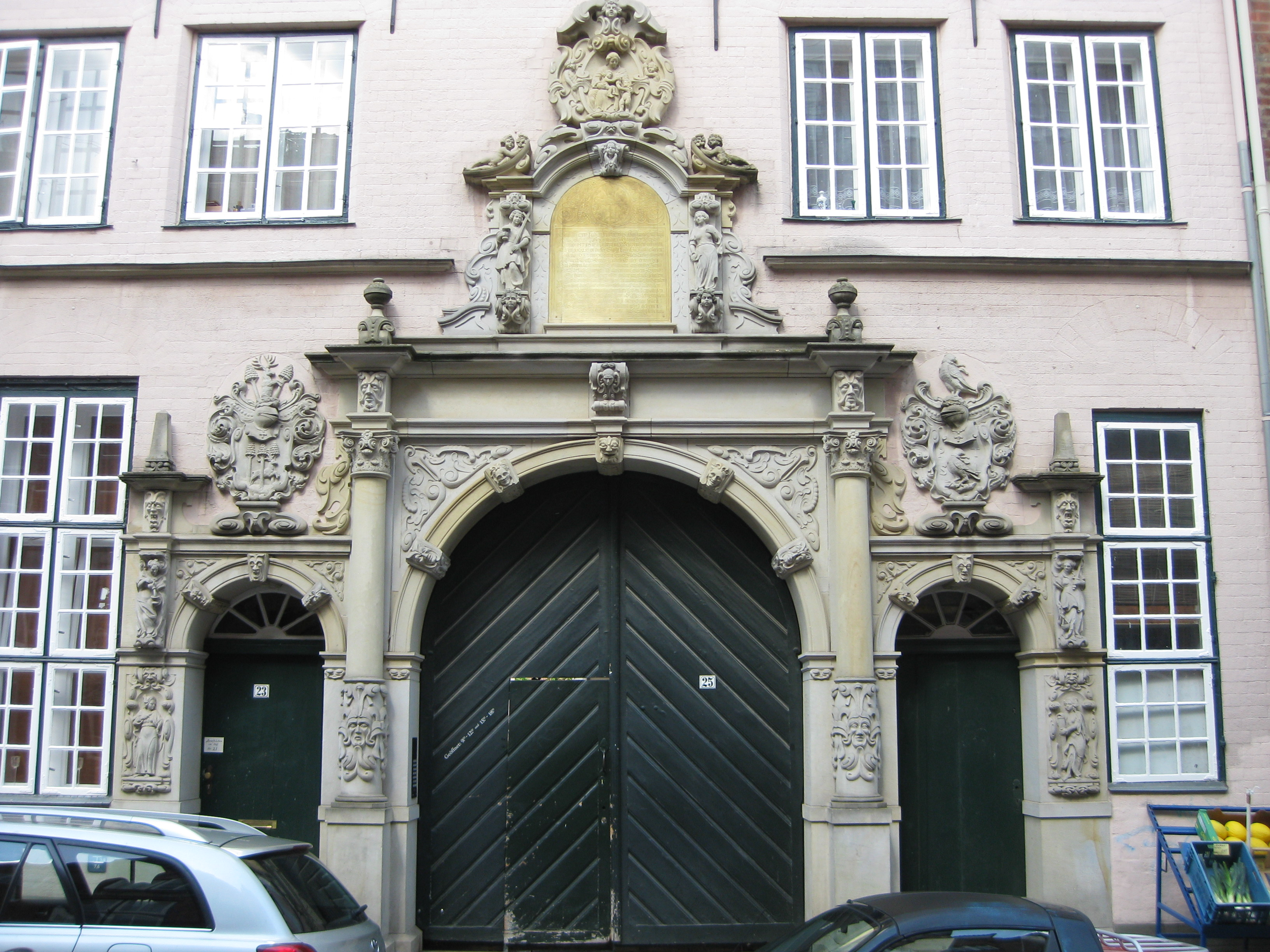
Portal Füchtingshof

### Schriften
- Treibholz. Gedichtband, Verlag J.J. Augustin 1990
- Strandgut. Gedichte und Kurzprosa, Verlag Dieter Broschat 1998